# Mount Belinda
Mount Belinda är ett berg i Sydgeorgien och Sydsandwichöarna (Storbritannien). Det ligger i den sydöstra delen av Sydgeorgien och Sydsandwichöarna. Toppen på Mount Belinda är 1 370 meter över havet. Mount Belinda ligger på ön Montagu Island.
Terrängen runt Mount Belinda är varierad. Havet är nära Mount Belinda åt nordväst. Mount Belinda är den högsta punkten i trakten. Trakten runt Mount Belinda är nära nog obefolkad, med mindre än två invånare per kvadratkilometer. Det finns inga samhällen i närheten. Trakten runt Mount Belinda är permanent täckt av is och snö.